# الدار (إب)

تعديل مصدري - تعديل

الدار محلة تابعة لقرية المنجية، التابعة لعزلة الحوج القبلي بمديرية إب إحدى مديريات محافظة إب في الجمهورية اليمنية.، بلغ تعداد سكانها 111 حسب تعداد اليمن لعام 2004.